# Natasha Semmynova
Natasha Semmynova, nome artístico de Vítor José da Silva Fernandes (5 de abril de 1980 – 15 de julho de 2021), foi uma drag queen, cantora e makeup artist portuguesa. De estilo andrógino e performances emotivas, era considerada uma das principais figuras da cena drag do Porto, sendo reconhecida pela maioria do público português pela sua participação no programa The Voice Portugal em 2015.

## Biografia
Desde muito cedo revelou talento na música, tendo de 2002 a 2006 estudado na Academia de Música de Paredes. Assumia-se como um grande fã de The Cranberries, Garbage, Alanis Morissette e Sónia Tavares da banda portuguesa The Gift.
No verão de 1999, assumiu-se como gay e fez a sua primeira performance drag, revelando o facto, no entanto, aos seus pais anos mais tarde, após estes serem confrontados em casa com as roupas e acessórios que utilizava nas suas apresentações, sob o pretexto de serem figurinos de teatro. Embora a princípio estes tenham expressado confusão, com o tempo compreenderam e apoiaram a sua carreira.
Paralelamente às suas performances de drag, desenvolveu uma carreira como maquilhador profissional, a título freelancer, uma habilidade que complementava a sua arte e se tornou uma parte valiosa da sua identidade criativa.
Em 2000, como Natasha Semmynova, nome artístico inspirado em Natacha Semmynova, uma personagem espiã russa, interpretada por São José Lapa, no programa Casino Royal de Herman José, fez a sua primeira apresentação no bar gay Gente Gira, no Porto, onde interpretou uma música de Shania Twain. Representava-se como uma figura andrógina, geralmente com barba, espartilhos e sem perucas ou peitorais.
Nos anos seguintes, tornou-se numa figura central na cena drag do Porto, tendo ao longo da sua carreira, actuado em vários bares queer da cidade, como Gente Gira, Boys'R'Us, Moinho de Vento, Café Lusitano, Pride Bar e HIM/Syndicato. Era uma presença frequente no Porto Pride, evento realizado anualmente no Teatro Sá da Bandeira de 2002 a 2012, tendo ainda participado em outros festivais, como o Festival Internacional de Transformismo do Porto e o Porto Drag Fest.
Como ator de teatro estreou-se em 2006, quando participou na produção portuguesa do musical RENT. Em 2014, teve um papel de destaque em Longe do Corpo, uma peça onde aprofundava temas de transexualidade e identidade de gênero, escrita e dirigida por Marta Freitas. Durante a peça atuou como Natasha Semmynova, combinando humor com performances musicais para explorar tópicos complexos relacionados à transição.
Em 2015 participou na terceira temporada do programa The Voice Portugal, onde a sua interpretação de "Creep", de Radiohead, cativou o público e fez os quatro jurados virarem as suas cadeiras. Durante a competição escolheu a artista Marisa Liz como sua mentora. A sua primeira audição ou prova cega gerou no entanto muita discussão nas redes sociais e na televisão, tornando-se na sua performance mais famosa. A participação no programa televisivo terminou no oitavo episódio após uma batalha ao som de "Your Song" de Elton John.
Durante a pandemia da COVID-19, revelou nas redes sociais que travava uma luta contra um cancro de pulmão avançado, apelando em abril de 2021, ajuda financeira para pagar contas pessoais e médicas. Faleceu a 15 de junho de 2021, sendo o seu funeral realizado na capela da Igreja de Nossa Senhora do Ó de Águas Santas.

## Prêmios e Homenagens
O jornal queer Dezanove concedeu a Natasha Semmynova o prêmio de 'Revelação do Ano' em 2015 e 'Personalidade do Ano' em 2021.
Postumamente, a décima sexta parada do Orgulho do Porto homenageou Natasha Semmynova a 3 de julho de 2021. O coletivo Feminino Sobre Rodas carregava uma faixa com a foto da artista e a sua frase tatuada: "Jamais caminharemos sozinhos".
A décima primeira edição do Porto Drag Festival foi realizada em homenagem a Vítor Fernandes, tendo este sido diretor artístico e anfitrião do evento, antes do início da pandemia de COVID-19. O evento, que antes se realizava num bar queer do Porto, realizou-se no Teatro Sá da Bandeira, onde contou com a presença e atuações das artistas Agatha Top, Big Mama, Dyanne Star, Elektra Asford, Jessica Top, Kara Kills, Kim Foz, Lilly Prozac, Morgana, Ricardo Madonna, Wanda Morelly e Yra Top. Incluiu um discurso do seu amigo João Paulo, o realizador do Portugal Gay e foi encerrado com uma dança conjunta de todos os intérpretes ao som de "Dancing Queen" dos ABBA.